# HD 114762 b
HD 114762 b è stato il nome di un pianeta extrasolare gassoso, attestato falso positivo nel 2022, che orbita intorno alla stella HD 114762. Poiché dista dalla Terra ben 91,3 anni luce non si può saperne con certezza il colore; sul sito ufficiale della NASA è rappresentato con diverse gradazioni di rosso e arancione. Venne scoperto nel 1989 da David Latham che usò uno spettroscopio Doppler.